# ISO 31-0
ISO 31-0:1992 является вводной частью международного стандарта ISO 31 о величинах и единицах измерения. Он содержит рекомендации по использованию физических величин, количественных и единичных символов, а также систем согласованных единиц, особенно СИ. Он предназначен для использования во всех областях науки и техники и дополнен более специализированными соглашениями, определенными в других частях стандарта ISO 31.   
Данная статья представляет собой краткое изложение некоторых подробных рекомендаций и примеров, приведённых в стандарте. С 17 ноября 2009 года ISO 31-0 заменён на пересмотренный и дополненный стандарт ISO 80000-1:2009, который, впрочем, сохранил преемственность в отношении ранее установленных в ISO 31-0 стандартов.

## Величины и единицы  измерения
Физические величины могут быть сгруппированы во взаимно сопоставимые категории. Например, длина, ширина, диаметр и длина волны относятся к одной и той же категории, то есть все они являются величинами одного и того же вида. Один конкретный пример такой величины может быть выбран в качестве эталона, и тогда все другие величины той же категории могут быть выражены как эталон, умноженный на число, называемое числовым значением данной величины. Например, если мы напишем 
длина волны {\displaystyle \lambda =6{9}82\times 10^{-7}m,}
тогда «λ» — символ физической величины (длины волны), «m» — символ эталона (метра), а {\displaystyle 6{,}982\times 10^{-7}} — числовое значение длины волны в метрах.
Выражаясь более общим образом, мы можем написать 
A = { A } ⋅ [ A ]
где A — символ для величины, { A } обозначает числовое значение A, а [ A ] представляет соответствующий эталон, в котором выражается числовое значение A. И числовое значение, и символ единицы измерения являются сомножителями, а их произведение — количеством. Само по себе количество не имеет присущего ему конкретного числового значения или единицы измерения; как и положено умножению, существует множество различных комбинаций числового значения и эталона, которые приводят к одной и той же величине (например, {\displaystyle A=300\cdot m=0{,}3\cdot km=\dots } ). Эта неоднозначность делает нотации { A } и [ A ] бесполезными, если только они не используются совместно. 
Значение количества не зависит от эталона, выбранного для его представления, и его не следует путать с числовым значением количества в определённой единице измерения. Чтобы уточнить эту зависимость, приведённые выше обозначения в фигурных скобках могут быть расширены индексами, поясняющими единицы измерения, например: {\displaystyle \{A\}_{m}=6{,}982\times 10^{-7}} или, что эквивалентно {\displaystyle \{\lambda \}=698{,}2_{nm}}. На практике, когда необходимо обратиться к числовому значению величины, выраженной в конкретной единице измерения, более удобно просто делить величину на эту единицу, например:
λ / m = 6,982 × 10 − 7
или эквивалентно 
λ / nm = 698,2.
Этв широко используемая система обозначений особенно полезна для обозначения осей графиков или заголовков столбцов таблицы, где повторение единицы измерения после каждого числового значения может быть неудобно с  типографской точки зрения. 

## Типографские соглашения

### Символы для количеств
- Количества обычно представлены символом, образованным из отдельных букв латинского или греческого алфавита.
- Символы для величин задаются курсивом, независимо от типа шрифта, используемого в остальной части текста.
- Если в тексте разные величины используют один и тот же буквенный символ, их можно различать с помощью индексов.
- Индекс записывается курсивом только тогда, когда он обозначает величину или переменную, в противном случае он записывается прямым шрифтом. Например, следует писать Vn для «номинального объёма» (то есть «n» — просто сокращение от слова «nominal»), однако если n — текущий порядковый номер, то следует писать: V n,.

### Названия и символы для единиц измерения
- Если для единицы измерения существует международный стандартизированный символ, то должен использоваться именно этот символ (см. статью Международная система единиц, где приведен список стандартных символов). Обратите внимание, что различие между заглавными и строчными буквами является существенным: например, «k» обозначает килограмм, а «K» — кельвин. Символы всех единиц СИ, названных в честь человека или места, начинаются с заглавной буквы, как и символы всех приставок от Mega и выше. Все остальные символы строчные; единственное исключение — литр, где разрешены как l, так и L. Тем не менее, было сообщено, что CIPM рассмотрит возможность исключения одного из этих двух обозначений.
- Символы для единиц измерения должны быть напечатаны прямым (не курсивным) шрифтом.

### Числа
См. Раздел 3.3 Стандартного текста. 
- Числа должны быть напечатаны прямым шрифтом.
- ISO 31-0 (после Поправки 2) определяет, что «десятичный разделитель — это либо запятая в строке, либо точка в строке». Это следует[1] из резолюции 10  22-го совещания CGPM, 2003 год[2].

Например, 1/2 может быть записана как 0,5 или 0.5.
- Числа, состоящие из длинных последовательностей цифр, можно сделать более читабельными, разделив их на группы (предпочтительно группы из трёх цифр), разделённые неразрывным пробелом. Во избежание путаницы в стандарте ISO 31-0 указано, что такие группы цифр никогда не должны разделяться запятой или точкой, поскольку они зарезервированы для использования в качестве десятичного разделителя.

Например, один миллион (1000000) может быть записан как 1 000 000, где оба пробела неразрывные.
- Для чисел, величина которых меньше 1, перед десятичным разделителем должен стоять ноль.
- Знак умножения представляет собой либо крестик, либо точку посредине строки, хотя последняя не должна использоваться, когда точка является десятичным разделителем.

### Выражения
- Символы единиц измерения следуют за числовым значением в выражении количества.
- Числовое значение и символ единицы измерения должны быть разделены пробелом. Это правило также применяется к символу «°C» для градусов Цельсия, например, «25 °C». Оно также относится к знаку процента («%»). Единственными исключениями являются символы для единиц измерения плоских углов (градусы, минуты дуги и секунды дуги), которые следуют за числовым значением без пробела между ними (например, «30°»).
- Если величины складываются или вычитаются, можно использовать скобки для распределения символа единицы измерения по нескольким числовым значениям, как в

Т = 25 °С − 3 °С = (25 − 3) °С
P = 100 kW ± 5 kW = (100 ± 5) kW
(но не: 100 ± 5 kW)
d = 12 × (1 ± 10 − 4 ) m
- Произведения величин могут быть записаны как ab, a b, a ⋅ b или a × b. Знак для умножения чисел — крестик (×) или точка посредине строки (⋅). Если точка используется в качестве десятичного разделителя, то должен использоваться только крестик, чтобы избежать путаницы между десятичной точкой и точкой, обозначающей умножение.
- Деление можно записать как {\displaystyle {\frac {a}{b}}}, a / b или как произведение a и b−1, например a ⋅ b−1. Числитель или знаменатель сами могут быть произведениями или дробями, но в этом случае за чертой дроби (/) не должен следовать знак умножения или знак деления в той же строке, если только во избежания двусмысленности не используются скобки.

### Математические знаки и символы
Полный список стандартизированных на международном уровне математических символов и обозначений можно найти в ISO 31-11.

## Список используемой литературы
- International standard ISO 31-0: Quantities and units — Part 0: General principles. International Organization for Standardization, Geneva, 1992.
- SI brochure. Bureau International des Poids et Mesures.
- T. Cvitas (February 2002), Quantity calculus, Interdivisional Committee on Terminology, Nomenclature and Symbols (IUPAC).
- I. M. Mills and W. V. Metanomski: On the use of italic and roman fonts for symbols in scientific text. Interdivisional Committee on Nomenclature and Symbols, IUPAC, December 1999.
- B. N. Taylor and A. Thompson: The International System of Units (SI). NIST Special Publication 330. US National Institute for Standards and Technology, 2008.
- A. Thompson and B. N. Taylor: Guide for the use of the International System of Units (SI). NIST Special Publication 811. US National Institute for Standards and Technology, 2008.
- Unit rules and style conventions – Check list for reviewing manuscripts. US National Institute for Standards and Technology, 1998.